# Домбаровский поссовет
Домбаровский поссовет — сельское поселение в Домбаровском районе Оренбургской области Российской Федерации.
Административный центр — посёлок Домбаровский.

## История
9 марта 2005 года в соответствии с законом Оренбургской области № 1898/326-III-ОЗ образовано сельское поселение Домбаровский поссовет, установлены границы муниципального образования.
26 июня 2013 года в соответствии с законом Оренбургской области № 1644/455-V-ОЗ в состав Домбаровского поссовета включены населённые пункты упразднённого Заречного сельсовета.

## Население
| 2010  | 2012  | 2013  | 2014  | 2015  | 2016  | 2017  |
| ----- | ----- | ----- | ----- | ----- | ----- | ----- |
| 8821  | ↘8740 | ↘8718 | ↗9302 | ↗9376 | ↘9363 | ↘9243 |
| 2018  | 2019  | 2020  | 2021  |       |       |       |
| ↘9108 | ↘8971 | ↘8832 | ↘8595 |       |       |       |

## Состав сельского поселения
| № | Населённый пункт | Тип населённого пункта          | Население |
| - | ---------------- | ------------------------------- | --------- |
| 1 | Домбаровский     | посёлок, административный центр | ↘7144     |
| 2 | Караганда        | посёлок                         | 213       |
| 3 | Курмансай        | село                            | 207       |
| 4 | Прибрежный       | посёлок                         | 357       |
| 5 | Ушкатты          | село                            | 96        |